# سینتیا پینوت
سینتیا پینوت (به انگلیسی: Cynthia Pinot) (زاده ۲۷ ژانویه ۱۹۷۴) بازیگر آمریکایی است.
از فیلم‌های معروف او می‌توان به بازی در فیلم یکه‌تاز اشاره کرد.